# Bocydium nigrofasciatum
Bocydium nigrofasciatum är en insektsart som beskrevs av Richter 1955. Bocydium nigrofasciatum ingår i släktet Bocydium och familjen hornstritar. Inga underarter finns listade i Catalogue of Life.